# Bérénice de Molière
Bérénice de Molière ist ein Theaterstück von Igor Bauersima und Réjane Desvignes. Es handelt sich um eine Komödie, die sich durch schnelle Szenenwechsel und Wortgefechte der Akteure auszeichnet. In den eigentlichen Handlungsstrang ist eine weitere Geschichte eingebettet, nämlich die Inszenierung des Theaterstücks Bérénice von Jean Racine.

## Figuren
- Jean Poquelin (Molière)
- Jean Racine
- Pierre Corneille
- Princesse Henriette d’Angleterre
- Marquise Thérèse Duchamps

## Handlung
Paris im Jahr 1670: Die Schauspielerin Marquise Duchamps hat die Schauspieltruppe Molières verlassen, um sich der Racines anzuschließen. Damit einhergehend haben sich auch ihre privaten Präferenzen von Molière auf Racine verlagert. Sie hat genug von Komödien (und damit von Molière) und möchte sich künftig der Tragödie widmen. Der zynische, gewitzte und nun auch noch eifersüchtige Molière schmiedet einen Plan. Er überredet die Princesse d’Angleterre, Schwägerin des Königs und Schirmherrin der Künste am französischen Hof, einen Dichterwettstreit zwischen dem jungen aufstrebenden Racine und dem älteren, renommierten Corneille zu inszenieren, indem beide, ohne es voneinander zu wissen, ein Stück über den römischen Kaiser Titus und dessen Beziehung zur jüdischen Königin
Berenice schreiben sollen. Die Princesse d’Angleterre, immer auf der Suche nach Abwechslung, ist begeistert von der Idee. Molières Absichten dienen allerdings weniger dem kulturellen Austausch, vielmehr hofft er, dass Corneilles Version der des jungen Racine weit überlegen sein wird, Racine dadurch gedemütigt wird und die Marquise reumütig zu ihm zurückkehrt.
Molière überredet nun den etwas melancholischen und arbeitsmüden Corneille zum Schreiben eines solchen Stückes, während die Princesse d’Angleterre Racine aufsucht und ihn vom Thema des Stückes überzeugt. Beide Dichter beginnen sofort zu schreiben. Während jedoch Molière versucht, Corneille zu überreden, eine Tragödie zu schreiben, möchte dieser aus dem Stoff lieber eine Komödie machen. Umgekehrt sieht Racine seinerseits das Tragische der Geschichte und schreibt eine Tragödie, in der die Marquise Duchamps die Hauptrolle spielen soll.
Als Racine und Corneille sich zufällig treffen, kann Molière nur durch das geistesgegenwärtige Vortäuschen eines Schwächeanfalls verhindern, dass Racine und Corneille sich gegenseitig von ihren Stücken erzählen.
Auch zwischenmenschlich tut sich etwas. Die Marquise fühlt sich von Racine vernachlässigt. Einige mehr oder weniger zufällige Treffen mit Molière verlaufen aber weniger glücklich. Sie wirft ihm vor, sich über sie lustig zu machen und weist ihn ab. Henriette hat sich in der Zwischenzeit in Racine verliebt, der ihre Gefühle auch zu erwidern scheint.
Kurz bevor die Stücke zur Aufführung gelangen, erfahren beide Dichter von dem jeweiligen Stück des anderen. Molière als Drahtzieher ist schnell identifiziert.
Beide Stücke werden aufgeführt. Die Schauspieltruppe Molières führt das Stück von Corneille auf. Racine sabotiert die Aufführung, so gut er kann. Die Aufführung wird zwar ein Erfolg, aber Corneille fühlt sich gedemütigt und der Lächerlichkeit preisgegeben. Die Aufführung von Racines Stück hingegen gerät, nicht zuletzt durch die schauspielerische Leistung der Marquise Duchamps zum Triumph. Racine ist nun ein gefeierter Dichter. Henriette entsagt aber der gemeinsamen Liebe aus Gründen der Staatsräson. Racine fügt sich in sein Schicksal und schwört der Liebe ab, weil er glaubt, er müsse selbst ein tragisches Leben führen, um Tragödien schreiben zu können.
Molière versöhnt sich nach einigen Mühen mit Corneille, Henriette geht auf Europa-Reise, Racine gibt sich seinem neuen Ruhm hin und die Marquise kehrt zu Molière zurück, der damit sein Ziel erreicht hat.

## Uraufführung
Das Stück wurde als Auftragswerk am 27. Februar 2004 am Burgtheater in Wien uraufgeführt. Regie führte Igor Bauersima selbst. Die Inszenierung war im Jahr 2004 in zwei Kategorien für den Nestroy-Theaterpreis nominiert: Igor Bauersima für die Beste Regie und Igor Bauersima und Georg Lendorff für die Beste Ausstattung.
Die Rollenbesetzung der Uraufführung:
- Jean Poquelin (Molière) – Roland Koch
- Henriette d’Angleterre – Dorothee Hartinger
- Marquise Duchamps – Sylvie Rohrer
- Pierre Corneille – Martin Schwab
- Jean Racine – Philipp Hochmair

## Hintergründe
In dem Stück sind geschickt historische Fakten und fiktive Elemente gemischt. Tatsache ist, dass Racine – damals ein aufsteigender Theaterstar und hoch in der Gunst des Königs – an der Tragödie Bérénice gearbeitet hat, und Corneille daraufhin ebenfalls ein Drama mit demselben Stoff verfasste. Racines Stück hatte zuerst Premiere. Corneilles Drama mit dem Titel Tite et Bérénice, eins seiner letzten überhaupt, wurde 7 Tage später von der Troupe de Molière im Theater des Palais Royal aufgeführt. Racines Drama erwies sich als ein Stück, das bis in die Gegenwart vor allem in Frankreich regelmäßig inszeniert wird, während Corneilles Drama nach der erfolgreichen Uraufführung praktisch von den Spielplänen verschwand.
Die Rolle Molières in diesem Sachverhalt ist jedoch rein fiktiv.
Bérénice de Molière trägt den Untertitel „1. Teil der Trilogie“, Lucie de Beaune, ein weiteres Theaterstück von Igor Bauersima und Réjane Desvignes, das 2005 im Schauspielhaus Zürich uraufgeführt wurde, bildet den „2. Teil der Trilogie“. Der dritte Teil steht noch aus (Stand 2020). Die Stücke dieser Trilogie spielen in Frankreich im Jahr 1670.